# Auguste Sprengel
Auguste Friderica Luise Sprengel (* 9. August 1847 in Waren; † 21. Oktober 1934 in Berlin-Friedenau) war eine deutsche Erzieherin und Begründerin der deutschen Frauenschulbewegung.

## Leben

### Herkunft
Auguste Sprengel wurde als ältestes von vier Kindern von Marie Sprengel (geborene Zeuner) und des Juristen Albert Sprengel in Waren an der Müritz geboren. Ihr Vater war als Rechtsanwalt in Rostock tätig, ab 1841 war er Stadtrichter in Waren. Obwohl ihr Vater bereits 1854 starb, war es der Mutter möglich, Auguste und ihren Geschwistern eine gute Ausbildung zu ermöglichen. Auch ihre Schwester Louise wurde Lehrerin, ihr Bruder Otto († 1915) wurde Arzt.

### Ausbildung und Beruf
Auguste Sprengel besuchte ab 1852 eine private Mädchenschule in ihrem Heimatort, ab 1860 die Bürger-Mädchenschule und ab 1862 in Rostock eine private Höhere Töchterschule.
Ab 1864 machte Auguste Sprengel eine Ausbildung zur Erzieherin und arbeitete danach in verschiedenen Privathäusern in der Umgebung von Waren. 1870 absolvierte sie die staatliche Lehrerprüfung in Hannover. Sie war Lehrerin an der neu gegründeten Städtischen Höheren Töchterschule in Waren, 1879 übernahm sie als Schulvorsteherin die Leitung der Schule. Die Warener Schule war die erste ihrer Art unter weiblicher Führung. Auf ihre Initiative ging 1891 die Gründung des Lehrerinnen-Feierabendhauses in Waren zurück, das zu einer besseren Altersversorgung von Lehrerinnen an privaten Schulen beitragen sollte.
1882 war Sprengel Mitbegründerin und erste Vorsitzende des Mecklenburgischen Zweigvereins für das höhere Mädchenschulwesen. Die von ihr erstellten Lehrpläne trugen zur Erhöhung des Niveaus der öffentlichen und privaten höheren Mädchenschulen in Mecklenburg bei. Als Sprengel jedoch die Einrichtung von Weiterbildungskursen für junge Frauen nach Abschluss der Schule beantragte, lehnte die Warener Stadtverwaltung dieses ab.

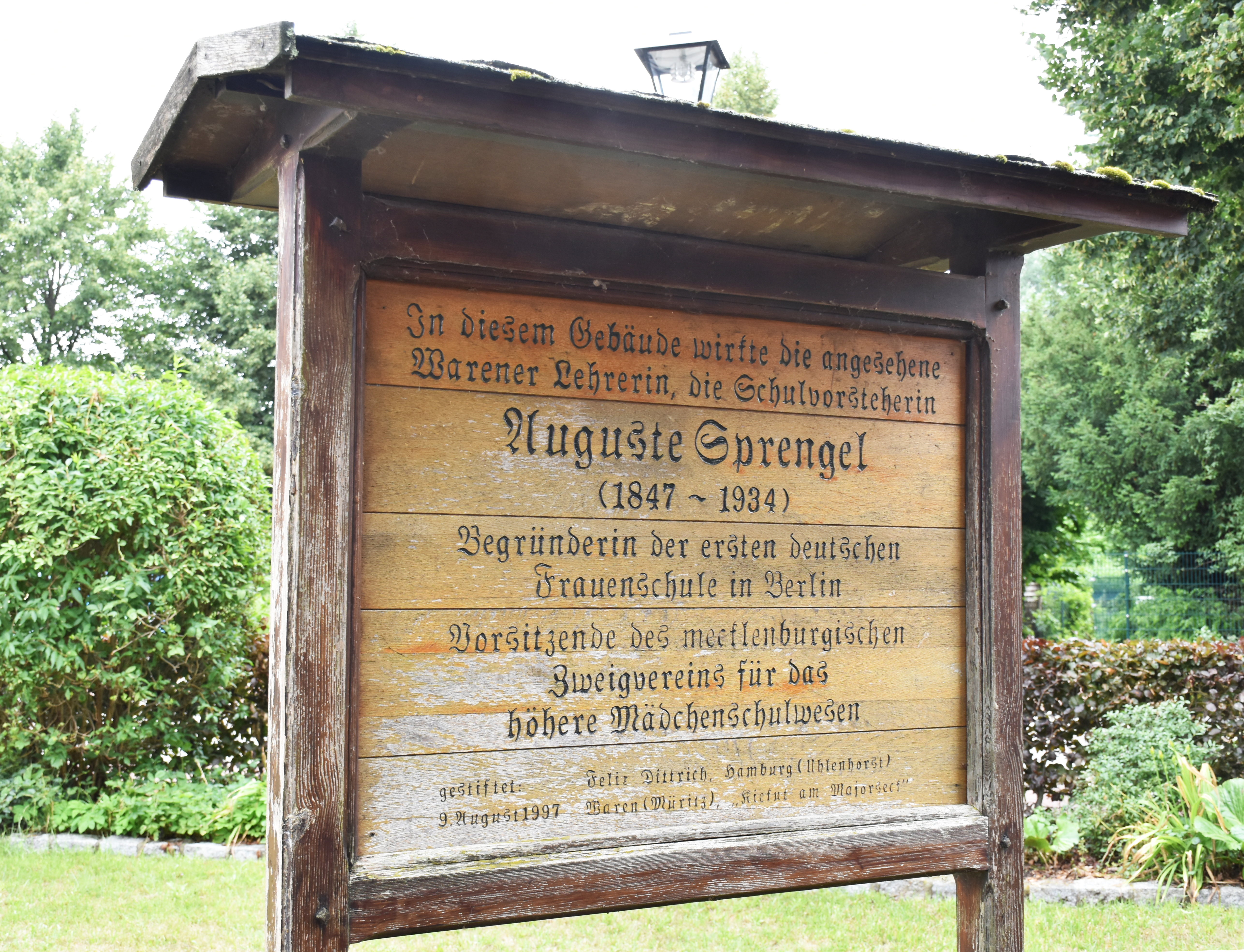

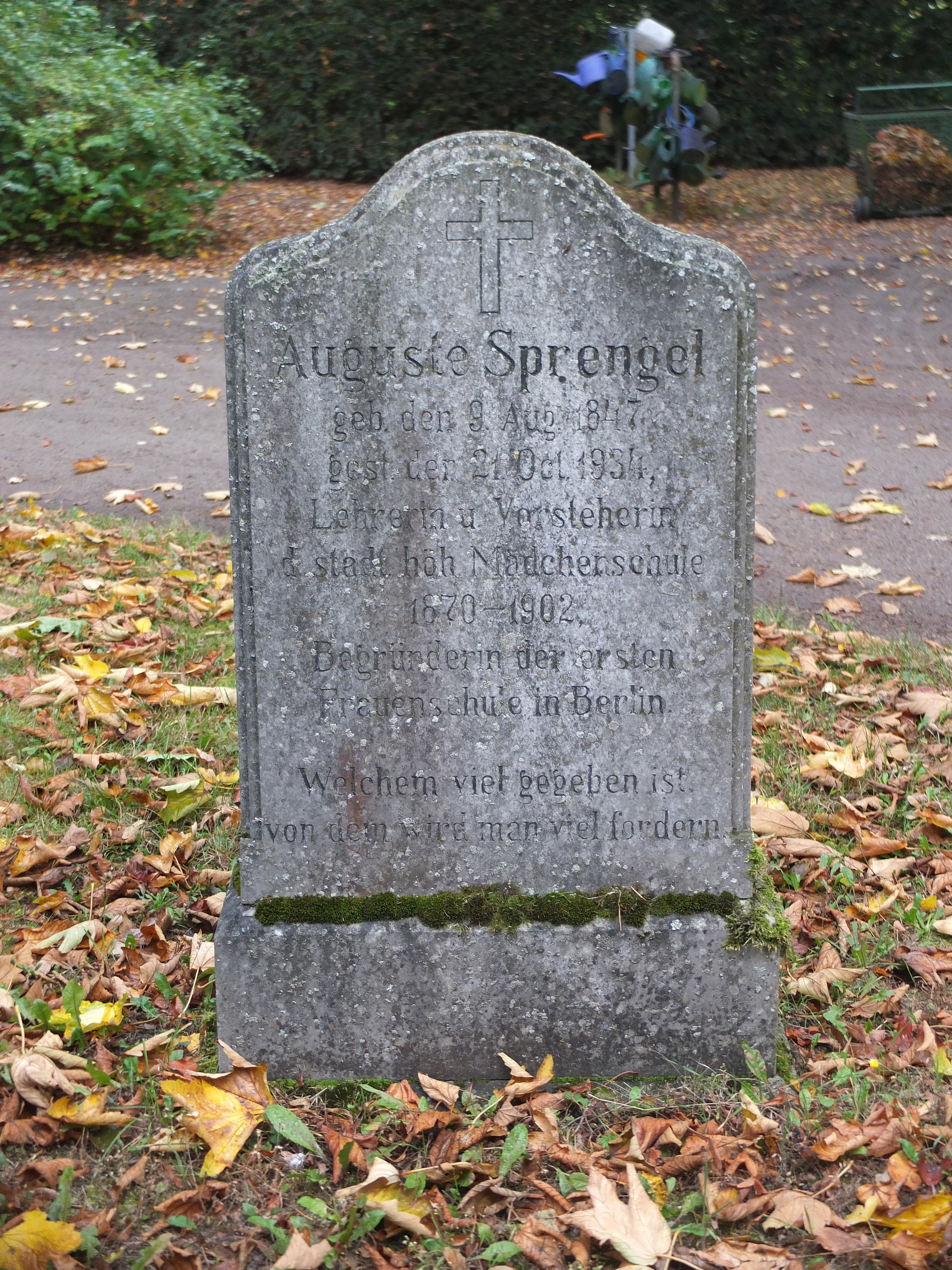
Grab von Auguste Sprengel in Waren

Auguste Sprengel ging  nach Berlin, trat dort für eine neue weiterführende Mädchenschulform ein und gründete 1904 die erste deutsche Frauenschule in Berlin-Friedenau, die sie bis 1911 leitete. Diese Form der weiterführenden Bildungseinrichtung für Frauen wurde schließlich mit der 1908 erfolgten Neuordnung des höheren Mädchenschulwesens in Preußen auch amtlich eingeführt. Auguste Sprengel starb am 21. Oktober 1934 in Berlin. Sie wurde in Waren beigesetzt.

## Ehrungen
Im Jahr 1895 wurde Sprengel vom Großherzog von Mecklenburg-Schwerin die Große Goldene Medaille für „besondere dem Land geleistete Dienste“ verliehen. Die Schule in Berlin-Friedenau, die sie gegründet hatte, wurde 1926 nach ihr benannt und trug bis zur Auflösung den Namen Auguste-Sprengel-Lyzeum. Auch die heutige Beethoven-Schule in Berlin-Lankwitz hieß in den 1930er-Jahren bis 1948 Auguste-Sprengel-Schule. Außerdem wurde eine Schule in Waren nach ihr benannt.

## Veröffentlichungen
- Die neue Frauenschule. Beiträge zum Lehrplan der Frauenschule. Teubner, Leipzig 1920.
- Mitteilungen über die Familien Susemihl, Zeumer, Sprengel. Berlin-Lichterfelde 1931.
- Erinnerungen aus meinem Schulleben. Berlin-Lichterfelde 1932.
- Frauendienstpflicht, Frauenlehrzeit, Frauenschule. In: Frauenbildung, Jg. 16 (1917), Heft 1, S. 17–20.